# Cimetière Saint-James (Trois-Rivières)
Pour les articles homonymes, voir Cimetière Saint-James.
Le cimetière Saint-James est un cimetière de confession anglicane situé sur la rue Saint-François-Xavier à Trois-Rivières. Il a été classé immeuble patrimonial en 1962.

## Histoire
Le premier cimetière de la communauté anglicane de Trois-Rivières était situé à proximité du monastère des Ursulines de Trois-Rivières. L'ajout de nouveaux fidèles à la communauté oblige cette dernière à chercher un nouveau site pour les sépultures. Elle fit acquisition du site du cimetière actuel en 1808 et en commence l'aménagement. À partir de la fin du XIXe siècle, la présence de ce cimetière en milieu urbain devint de plus en plus controversé pour des raisons sanitaires. En 1917, la Ville de Trois-Rivières interdit toute sépulture à la communauté anglicane au cimetière Saint-James. La communauté anglicane aménagea le cimetière Forest Hill au nord de la ville.

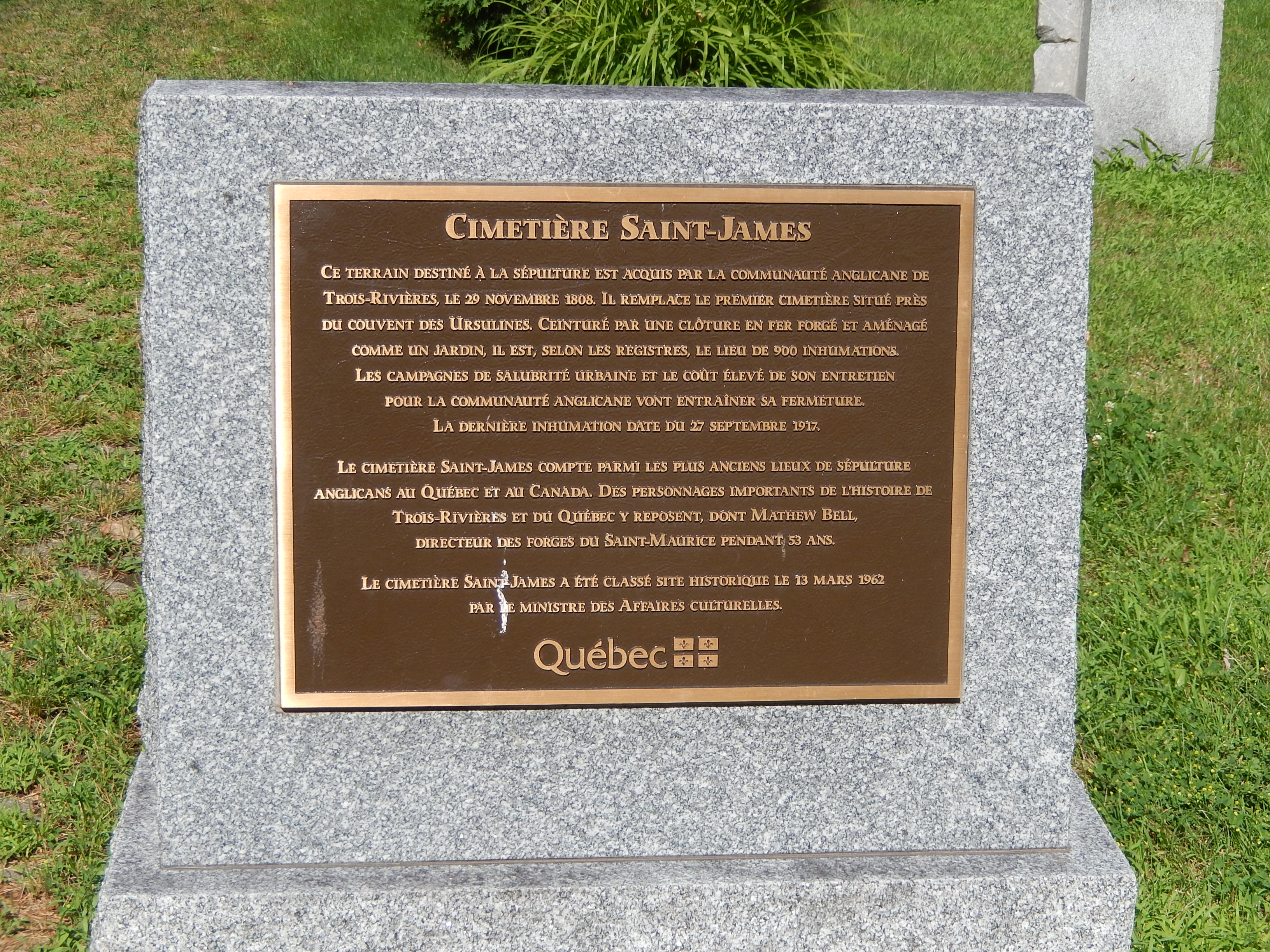
Cimetière Saint-James à Trois-Rivières.
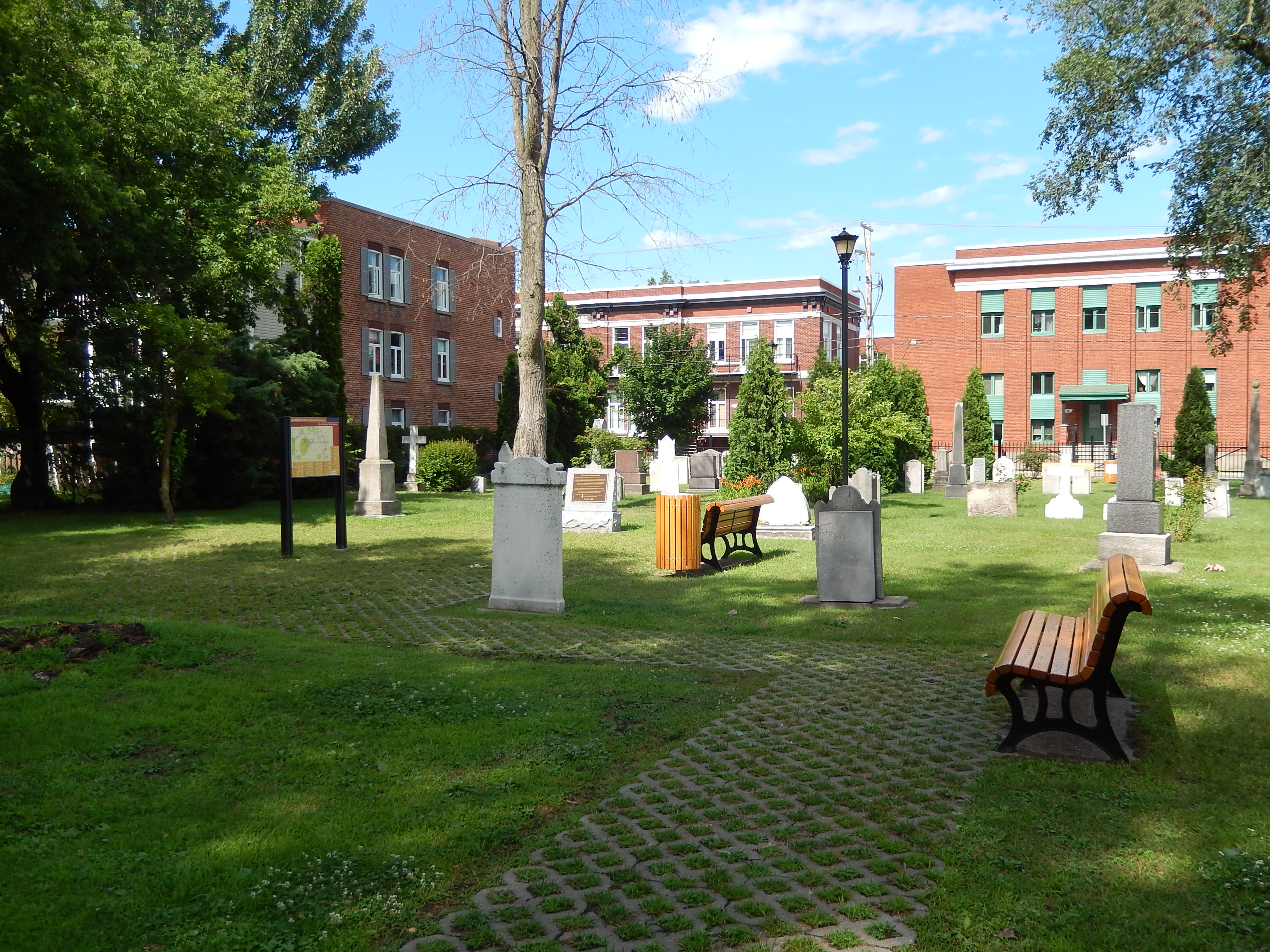
Vue du cimetière dans son environnement urbain.
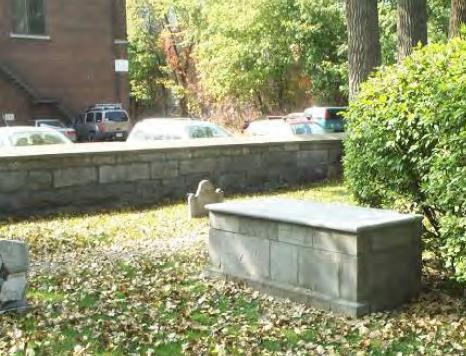
Monument funéraire à James Sinclair (1732–1821), qui a combattu aux côtés du général James Wolfe lors de la prise de Québec en 1759.